# فيلا شتاين
فيلا شتاين أو فيلا دو مونزي أو فيلا غارش (بالفرنسية: Villa Stein أو Villa de Monzie أو Villa Garches) هو بيت يقع في منطقة غارش، فرنسا. قام بتصميمه المعمار السويسري الفرنسي لو كوربوزييه. تم تشييده في عام 1927 لصالح كل من غبرييل دو مونزي (1882–1961) وسارة شتاين، وهي أخت زوج جيرترود شتاين.